# Ben Nelson
Earl Benjamin Nelson, detto Ben (McCook, 17 maggio 1941), è un politico statunitense, senatore per lo stato del Nebraska dal 2001 al 2013 e in precedenza governatore dello stesso stato dal 1991 al 1999.

## Biografia
Nato e cresciuto nel Nebraska, Nelson si laureò in legge e successivamente trovò lavoro nell'ambito assicurativo.
Entrato in politica con il democratico, nel 1990 si candidò alla carica di governatore del Nebraska, riuscendo a sconfiggere la repubblicana in carica Kay Orr. Nel 1994 venne riconfermato per un secondo mandato con una percentuale di voto molto elevata.
Nel 1996 si candidò al Senato, ma venne sconfitto con ampio margine dall'avversario repubblicano Chuck Hagel. Nel 2000, quando l'altro senatore Bob Kerrey annunciò il suo ritiro, Nelson si candidò per il seggio e riuscì a farsi eleggere di misura. Nel 2006 fu riconfermato per un secondo mandato, poi nel 2012 annunciò il suo ritiro e il seggio passò nelle mani della repubblicana Deb Fischer.
Durante la sua permanenza al Congresso, Nelson era considerato un democratico estremamente moderato e su alcuni temi addirittura conservatore.